# 张继雄
张继雄（1948年8月—），中華人民共和国政治人物，中国共产党党员，生于广东省东莞县，有媒体称其为「东莞地下市委書記」。

## 生平
张继雄历任企石公社新南大队团支部副书记；东莞县革委会政工组干部；黄江公社党委副书记兼革委会副主任；大朗公社党委书记兼革委会主任；黄江公社党委副书记兼革委会副主任；黄江公社党委副书记兼革委会主任。
1983年9月，张继雄任黄江区委副书记、区长。
1984年7月，张继雄任黄江区、镇委书记（1991年5月起为副处级干部；1995年6月起为正处级干部）。
1996年5月，张继雄任东莞市人民政府副市长。
1999年2月，张继雄不再担任东莞市人民政府副市长职务，转任中共东莞市委常委，并于同年7月起兼任中共东莞市委政法委书记。2004年4月，张继雄升任中共东莞市委副书记兼中共东莞市委政法委书记，并于2006年10月起兼任东莞市人大常委会党组副书记。2007年1月，张继雄当选东莞市人大常委会副主任，及後升任东莞市人大常委会常务副主任兼东莞市人大常委会党组副书记（正厅级）。
2011年，张继雄退休；2012年7月18日，张继雄任东莞市见义勇为基金会第二届理事长。